# 乔萨尔县
乔萨尔县是冰岛首都区的旧县。该县面积为664平方公里，为面积最小的县份。